# Мінний загороджувач

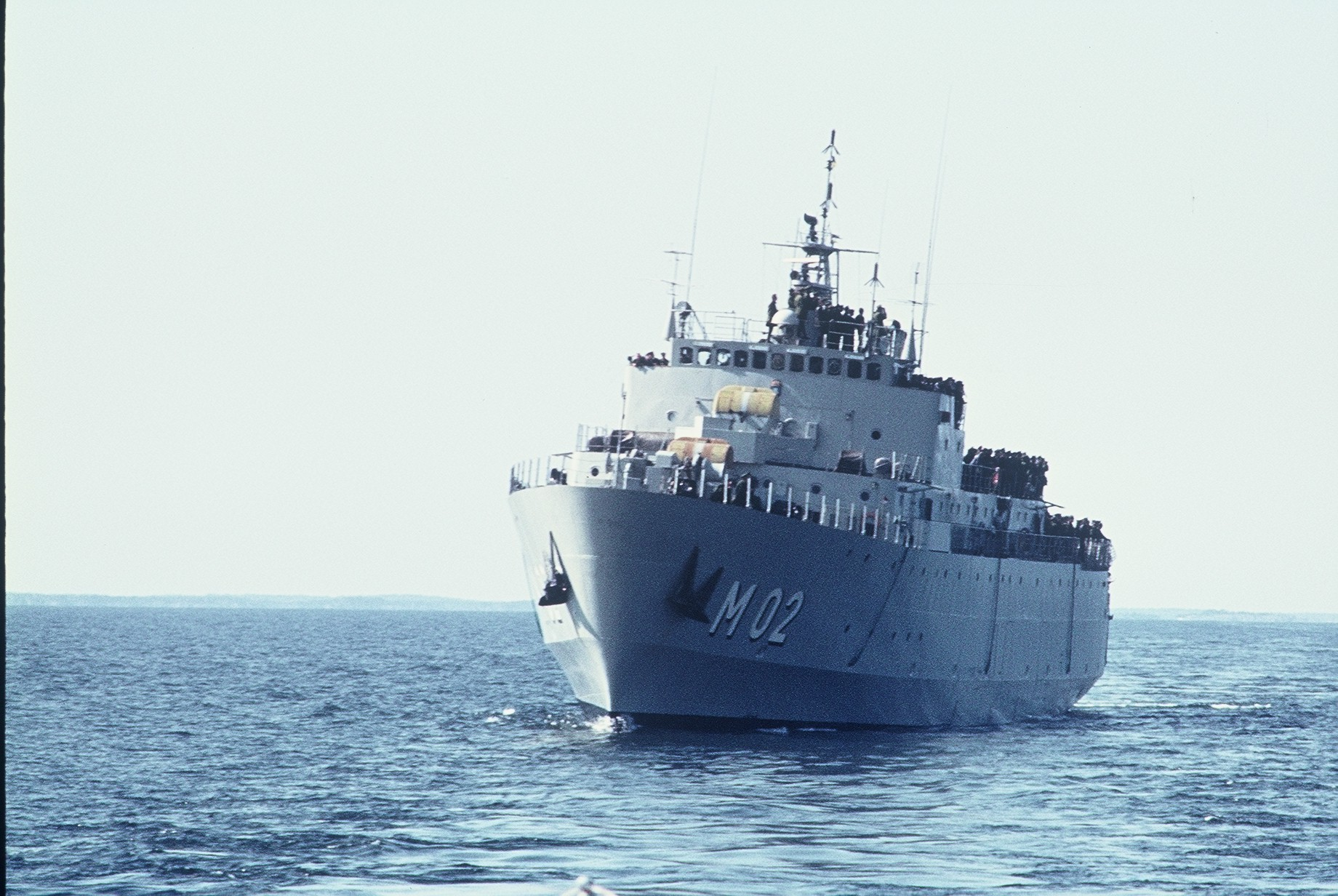
Мінний загороджувач M02 Älvsborg ВМС Швеції, 1974 рік

Мі́нний загоро́джувач (англ. Minelayer, застар. укр. Мінний заслонник) — спеціалізований військовий корабель, призначений для постановки активних мінних загороджень, що унеможливлюють або ускладнюють рух кораблів і суден противника у визначеному районі моря, а також оборонних загороджень з метою попередження їх проникнення в бази, порти, до місць стоянки кораблів і суден.
Розрізняються два типи мінних загороджувачів: з мінними погребами і з палубним розташування мін. Тоннажність сучасних мінних загороджувачів становить до 2 тис. тон, швидкість ходу — до 20 вузлів. Приймають на борт до 400 морських мін. Озброєння легке артилерійське і зенітне. У ВМС більшості країн світу, де стоять на озброєнні, виконують функцію плавбаз протимінних сил.

## Історія
Мінні загороджувачі або мінзаги отримали широке застосування в період Першої і Другої світових воєн. До них відносилися різні кораблі — від малих берегових суден, до великих швидкісних кораблів, збудованих в корпусах есмінців та легких крейсерів. Водотоннажність надводних мінних загороджувачів іноді сягала 6000 тонн.

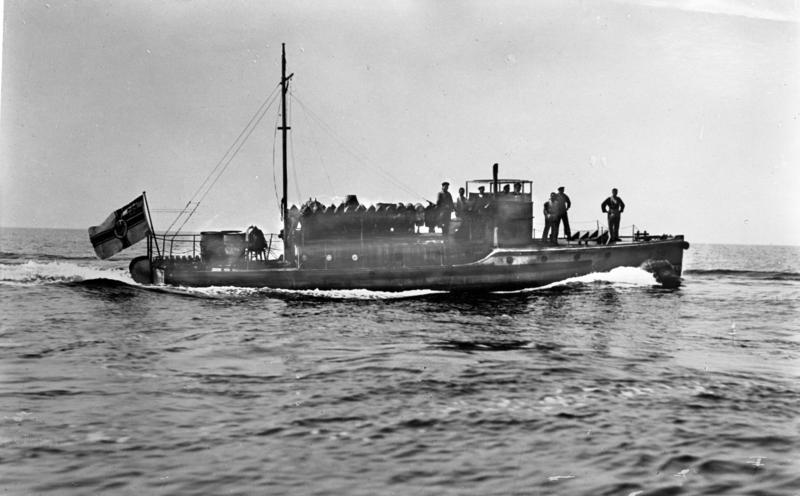
Німецький мінний загороджувач. 1917 рік

Мінні загороджувачі призначалися, головним чином, для постановки мін в своїх водах, утворення мінних загороджень. Окрім того, мінні загороджувачі оснащувалися артилерійським озброєнням, через що іноді рахувалися як канонерські човни і виконували функції сторожових кораблів. Так, наприклад, в німецькому кайзерівському флоті мінні загороджувачі «Навтілюс» (нім. Nautilus) і «Альбатросс» (нім. Albatross) класифікувалися як «кюстеншютцшифф»[джерело?], тобто як кораблі берегової оборони. Тральщики в ряді випадків також можуть виставляти мінні загородження. В роки Першої світової війни як мінні загороджувачі використовувались і численні мобілізовані пароплави. Першим німецьким кораблем, що загинув в ту війну, був саме мінний загороджувач — невеликий поштовий пароплав «Кьонігін Луїза» (нім. Königin Luise), що був розстріляний 5 серпня 1914 року.
Артилерійське озброєння мінних загороджувачів розраховано на можливість відбиття атак есмінців, катерів і літаків.

### Україна
Також як мінзаги можуть застосовуватися і підводні човни. Установка мін з підводних човнів може здійснюватися як в надводному, так і підводному положеннях а через непомітність підводних човнів ефективним є постановка так званих «активних мінних загородженнь» — в територіальних водах супротивника і на шляхах комунікацій. Першим у світі підводним мінним загороджувачем був підводний човен «Краб». В українському флоті протягом 1918 року знаходилася певна кількість мінних загороджувачів, зокрема відомі кораблі шведської побудови типу «Буг».
В сучасному українському флоті мінні загородження можуть ставити десантні кораблі «Костянтин Ольшанський» і «Кіровоград» та тральщики.
Під час повномасштабного російського вторгнення Сили оборони України використовували для мінування морські безпілотники, такі як Sea Baby.